# Раймонди, Руджеро
Рудже́ро Раймо́нди (итал. Ruggero Raimondi; род. 3 октября 1941, Болонья, Италия) — итальянский оперный певец (бас-баритон), киноактёр и оперный режиссёр, командор и великий офицер ордена «За заслуги перед Итальянской Республикой». Наиболее известен как исполнитель партии Дон Жуана («Дон Жуан» В. А. Моцарта, более 400 выступлений) и барона Скарпиа («Тоска» Дж. Пуччини). Режиссёры и критики отмечают, что у Раймонди вокальная одарённость сочетается с драматическим талантом.

## Биография
Руджеро Раймонди — третий ребёнок в семье Доры и Чезаре Раймонди (у актёра есть два старших брата Рафаэлло и Роберто ). Отец Руджеро владел фирмой в Болонье и, по словам певца, был поклонником и коллекционером оперной музыки, любил оперный театр и часто водил туда младшего сына.  Мальчик воспитывался в традициях католической веры, с юных лет посещал мессу. Его дядя и тётя занимали видные церковные посты.

### Юные годы
В 7 лет ребёнка отдали в музыкальную школу учиться игре на фортепиано, заниматься вокалом он начал в возрасте 15 лет, когда произошла ломка голоса. Отец хотел, чтобы Руджеро получил прикладную профессию, поэтому его отдали учиться бухгалтерии, однако Раймонди не интересовали точные науки, он решил посвятить себя музыке. Юношу вдохновляли записи Фёдора Ивановича Шаляпина, в котором он видел идеал не только певца, но и актёра. По словам Раймонди, прослушивание записей Шаляпина было сравнимо для него с просмотром фильмов, настолько сильным оказывалось эмоциональное воздействие. Ещё одним кумиром Руджеро был бас Эцио Пинца. Певец вспоминает, что будучи подростком, чтобы привлечь внимание девушек, он исполнял арию Яго Credo in Dio crudel из оперы «Отелло», стоя на пляже.
В 16 лет, по совету друга семьи дирижёра Франческо Молинари-Праделли, Руджеро поступил в Миланскую Консерваторию имени Джузеппе Верди вольнослушателем (из-за возраста его не могли официально зачислить на курс); на первых порах начинающему певцу пришлось столкнуться с трудностями: так как родители не одобряли его выбор профессии и не желали, чтобы он жил один в Милане, каждый день ему приходилось вставать в пять утра, чтобы успеть приехать в город к началу занятий, возвращался в Болонью он уже поздно ночью. Год подобной жизни сильно измотал юношу; родители, видя сильную заинтересованность сына, разрешили ему продолжить обучение оперному искусству. Вскоре Руджеро поступил в Национальную академию Св. Цецилии в Риме (класс Терезы Педикони и Армандо Пиервенанци) и через 4 года успешно закончил её.
Одним из любимых развлечений Раймонди в студенческие годы был просмотр фильмов (певец предпочитал американский кинематограф итальянскому). В одном из своих интервью актёр упоминает, что накануне важных экзаменов всегда ходил в кинотеатр, чтобы морально подготовиться к сдаче.

### Начало оперной карьеры
В 1964 году, в возрасте 22 лет, Раймонди дебютировал на международном музыкальном фестивале «Двух миров» в Сполето (Коллен в опере Пуччини «Богема»). Однако, как воспоминает Руджеро, его выступление в тот вечер было совершенно провальным, у него поднялась высокая температура и во время исполнения партии неожиданно совершенно пропал голос, со сцены он ушёл под недовольные крики публики. К счастью, первая неудача не сумела сломить молодого человека, и он продолжил упорно заниматься. В декабре того же года Раймонди исполнил партию Прочиды в «Сицилийской вечерне» Дж. Верди в Римской опере (он заменил Николая Росси-Лемени, изначально утвержденного на эту роль). Выступление было тепло встречено зрителями и получило положительные отзывы критиков, что открыло для певца двери всех музыкальных театров Европы.
Как отмечает Елена Матеопоулос в книге «Браво. Встречи с великими тенорами, баритонами и басами нашего времени», первые артистические опыты молодого певца были неудачны, он был чрезвычайно застенчив и не знал как вести себя на сцене, своими движениями больше напоминая робота, чем человека. Матеопоулос упоминает, что Мирелла Френи и её первый супруг, пианист Леоне Маджера, в интервью также рассказывали о необычайной скромности и неуверенности юного Раймонди, который краснел всякий раз, когда кто-то пытался заговорить с ним. Стеснительность и «зажатость», неумение управлять собственным телом сильно мешали Руджеро выступать на сцене. Огромную роль в становлении молодого актёра сыграл итальянский режиссёр Пьеро Фаджони, который не только «привил ему вкус к театру», но и помог раскрыться незаурядному драматическому дару певца.
С 1965 по 1968 год Руджеро Раймонди выступает на сцене театра Ла Фениче. Его репертуар  в эти годы по преимуществу представлен итальянскими операми (Россини, Верди, Керубини, Понкьелли), однако уже тогда он пробует себя и в моцартовском наследии (Фигаро в «Свадьбе Фигаро», Зорастро в «Волшебной флейте»). В 1968 году Раймонди впервые исполнил партию Дона Жуана. Взяться за изучение данной партии певцу посоветовал Марио Лаброка, итальянский композитор и музыкальный критик,сказав следующее: «Возьми её, выучи, и это будет твоя опера». В этой роли состоялся и заграничный дебют Раймонди в 1969 году на Глайндбронском оперном фестивале. По словам певца, он максимально постарался передать «чувственный аспект характера Жуана, человека, для которого страсть — источник жизненной энергии», однако лишь спустя 10 лет, работая с Лоузи над киноверсией одноимённой оперы, он оценил насколько сложен и противоречив этот образ. В том же году Раймонди впервые выступил в Ла Скала, а в 1970 в Метрополитен-опера (партия Силвы в опере Верди «Эрнани»). Как указывает рецензент, в тот вечер «молодой артист продемонстрировал великолепный голос, который поразил слушателей». Раймонди вспоминает, что приём американской публики был столь горячим, что в какой-то момент он обнаружил, что по его лицу текут слёзы. В 1970 году он делает сразу 3 записи «Реквиема» Верди (под руководством Леонарда Бернстайна, Герберта фон Караяна и сэра Джона Барбиролли). В 1972 году состоялся дебют певца на сцене Ковент-Гарден в партии Фиеско («Симон Бокканегра» Дж. Верди).

### На пике популярности
В течение 1970—1980-х годов Руджеро Раймонди не только выступает на сценах ведущих оперных театров, но и делает много студийных записей. В эти годы он работает с такими видными дирижёрами, как Герберт фон Караян, Риккардо Мути, Джеймс Ливайн. Репертуар его обширен: Раймонди пробует себя в операх не только итальянских («Дон Карлос», «Аттила», «Макбет»), французских («Фауст», «Кармен»), но и русских композиторов («Борис Годунов»). По словам певца, роль Бориса кажется ему наиболее сложной в его репертуаре, так как требует полной самоотдачи, максимального вживания в образ, и исполнитель рискует лишиться рассудка, если не сможет контролировать своих эмоций. Режиссёр Пьеро Фаджони, близкий друг Раймонди, вспоминает, что в 1972 году, когда он ставил эту оперу на сцене венецианского театра Ла Фениче, актёр от переизбытка чувств упал в обморок в последнем акте спектакля, и со сцены его унесли на руках.
В 1979 году Раймонди впервые поёт партию барона Скарпиа в «Тоске» (запись выходит на лейбле EMI, дирижёр Герберт фон Караян). В своих интервью певец неоднократно указывает, что Скарпиа — одна из трёх ролей его мечты, наряду с Яго и Макбетом. Актер утверждает, что "плохие" персонажи, такие как Мефистофель или Скарпиа его завораживают и буквально гипнотизируют, опера же подобна сеансу психоанализа и позволяет исполнителю прожить на сцене огромное количество жизней. В 1982 году Раймонди вместе с Хосе Каррерасом и Катей Риччарелли исполняет концертную версию «Тоски» и вплоть до 1992 года не возвращается к роли всесильного шефа римской полиции.
Период с 1981 по 1988 год можно назвать «россиниевским» этапом в карьере певца. Раймонди, которого по праву считают мастером бельканто, исполняет основные партии в операх итальянского композитора: «Моисей в Египте» (1981, 1988), «Севильский цирюльник»( Ла Скала, 1984), «Золушка» (1987), «Итальянка в Алжире» (1987), «Турок в Италии» (1986), а также в «Stabat Mater» (1981). В 1984 году на Фестивале Россини в Пезаро Руджеро Раймонди попробовал себя в новой для него роли Дона Профондо в опере «Путешествие в Реймс», до того времени считавшейся утраченной. Впоследствии Раймонди исполнит эту же партию в постановках 1988 и 1992 годов.
Неудачным было сотрудничество певца с швейцарским композитором Рольфом Либерманом. Раймонди должен был исполнить партию Несчастливцева (Malfortune), написанную специально для его голоса, в опере «Лес» (на либретто по пьесе Островского), постановка которой была запланирована на 1987 год, однако из-за того, что певец не получил либретто вовремя, он не сумел выучить роль в срок и отказался от выступления перед самой премьерой, что повлекло за собой судебное разбирательство.
Руджеро Раймонди пробует себя не только в оперном, но также в камерном и эстрадном жанрах. Так в 1985 году выходит сборник песен Тости, Броджи, Ротоли, тремя годами позже Руджеро Раймонди записывает диск «Hollywood and Broadway songs». В сборник вошли такие хиты, как The impossible dream, Some enchanted evening, Night and Day, Smile.
В 1989 году певец удостоился чести выступать на открытии оперного театра Опера Бастилия.

### Зрелые годы
Период 1990—2000-х годов стал очень продуктивным в карьере певца. Он принимает участие в нескольких интересных оперных и кинопроектах, дает концерты по всему миру. В 1990 году Раймонди совершает гастрольное турне, посвященное двадцатипятилетию его творческой карьеры. Программа включала как партии из итальянских опер, так и «русский репертуар» (арии из опер «Садко», «Борис Годунов»).
В июне 1994 года совместно с Хосе Каррерасом и Чечилией Газдиа исполняет «Реквием» Моцарта на месте разрушенной библиотеки в городе Сараево, в память о погибших в Боснийской войне.
В эти годы  Раймонди продолжает разрабатывать образ барона Скарпиа (впервые он сыграет главу римской полиции в фильме Адерманна, а позже воплотит этот образ и на оперной сцене).
Певец постоянно расширяет свой репертуар, берется за новые, сложные роли, раскрывая все новые и новые грани своего таланта. В 1996 году он исполнил партию Яго в опере «Отелло». По словам актера, Яго - это персонаж, которого он мечтал сыграть в течение многих лет: 

 Всегда думал, что когда мне будет около пятидесяти, возьмусь за несколько безумных ролей. И когда я начал учить партию (Яго), понял, что смогу сыграть этого персонажа. В некотором смысле это было задумано ещё 20 лет назад.
— Из интервью журналу «Queen's Quaterly», 1996

### В XXI веке

Руджеро Раймонди после спектакля «Севильский цирюльник» в Ла Скала, июль 2015 года

Перешагнув шестидесятилетний рубеж, Руджеро Раймонди не сбавляет творческой активности. В 2001—2010 годах поёт на оперных площадках Цюриха, Вашингтона, Льежа. Его репертуар в эти годы включает как «фирменные партии» певца ( барон Скарпиа, Дон Базилио), так и не столь часто им исполняемые (герцог Альфонсо в «Лукреции Борджиа» Доницетти; Коппелиус, доктор Миракль, Дапертутто, Линдорф в «Сказках Гофмана» Оффенбаха). В 2006 году Раймонди впервые исполнил партию доктора Дулькамары в опере Доницетти «Любовный напиток». Певец продолжает активную концертную деятельность, проводит мастер-классы.
Раймонди пробует себя и как оперный режиссёр: он поставил оперу Моцарта «Свадьба Фигаро» в Валенсии в 2011 году; оперу Верди «Аттила» на сцене Льежского театра в 2013 году, театра в Бильбао в 2014 году и на сцене оперного театра в Монте-Карло в 2016 году; оперу Берлиоза «Осуждение Фауста» в Льеже.
В 2011 году певец был удостоен специальной премии испанского театра Кампоамор (Premio especial a toda una carrera) за значительные достижения в искусстве .
Одно из последних вступлений певца состоялось в Льежском театре в декабре 2014 года в опере «Тоска» .

### Фестивали
Руджеро Раймонди является частым гостем различных музыкальных фестивалей, так он выступал на Зальцбургском фестивале (злодеи в опере «Сказки Гофмана», 2003 год), неоднократно появлялся на фестивале Россини в Пезаро (Селим в опере «Турок в Италии»), на Венском фестивале (Граф Альмавива в Свадьбе Фигаро), на фестивале «Хорегии Оранжа» (1996) (Дон Жуан в одноименной опере), а также на ежегодном концерте «Musiques en Fête» в Оранже.
Певец, которому удается сочетать оперную и кинематографическую карьеру, пробует себя и в драматическом театре. Летом 2002 года он выступил в качестве рассказчика в спектакле «Бесконечное одиночество» (L'immense solitude) по книге французского писателя Фредерика Пажака, представленном на театральном фестивале в Авиньоне.
В 2006 году вместе с Элиной Гаранчей,Стефаном Дегу пел в постановке «Так поступают все» на оперном фестивале в Экс-ан-Провансе. В том же году он появляется в роли барона Скарпиа в масштабном спектакле Хуго де Ана на сцене Арена ди Верона (впрочем, здесь стоит сказать, что певец сотрудничает с этим театром в течение многих лет и неоднократно выступал на его сцене, так в 1996 году вместе с Лео Нуччи и Чечилией Газдиа Раймонди участвовал в постановке оперы Россини «Севильский цирюльник»).
Одно из последних фестивальных выступлений певца состоялось в августе 2010 года на 59 ежегодном фестивале в Сантандере, в опере Борис Годунов (совместная постановка Льежского оперного театра и музыкального центра Галины Вишневской).

## Карьера в кино

### 1970—1990-е годы
Первое появление Руджеро Раймонди на большом экране — роль одного из приближенных папы Иннокентия III в фильме Франко Дзеффирелли «Брат Солнце, сестра Луна». Спустя несколько лет он сыграл Дон Жуана в киноверсии оперы «Дон Жуан» Джозефа Лоузи. Работа с английским режиссёром была настоящим творческим испытанием для певца. По словам Раймонди, работать с Лоузи было непросто, так как режиссёр почти не давал никаких указаний, как вести себя перед камерой, что говорить; его советы сводились к минимуму. Именно поэтому актёр пытался как можно глубже понять роль, «старался быть больше Дон Жуаном, чем Руджеро Раймонди». Сотрудничество с Лоузи продолжилось и в дальнейшем, в 1982 году актёр получил роль в фильме «Форель» (гость вечеринки).
В 1980-е и 1990-е годы Руджеро Раймонди часто приглашают на телевидение. Он снимается у Мориса Бежара «Шесть персонажей в исполнении певца», появляется в нескольких музыкальных программах (например, «Numéro un»).
Интересным творческим опытом для актёра стала работа с Аленом Рене, который утвердил его на роль графа Мишеля Форбека в фильме «Жизнь — это роман».
На волне популярности в 1984 году Раймонди получает роль Эскамильо в фильме-опере Франческо Рози «Кармен». Впрочем, незадолго до этого, Раймонди несколько раз исполнял роль Эскамильо на театральной сцене (в 1980 в Опере Гарнье, в 1984 в Ла Скала). В интервью певец указывает, что его тореадор - это не фат и бахвал, который играет лишь на потребу зрителю, но по-настоящему мужественный, смелый и сильный человек, осознающий свою смертность в каждом мгновении прожитой им жизни. Фильм удостоился нескольких престижных наград («Сезар», «Давид ди Донателло»); Руджеро Раймонди был номинирован на премию «Давид ди Донателло» за лучшую мужскую роль второго плана , однако приз не получил.
В 1989 году на роль Бориса Годунова актёра приглашает польский режиссёр Анджей Жулавски. Кинокартина была довольно холодно встречена публикой и получила неоднозначные оценки критиков, связанные с весьма нестандартной трактовкой событий Смутного времени, которую Жулавски даёт в своём фильме. В качестве звукоряда была использована запись оперы «Борис Годунов», созданная под управлением Мстислава Ростроповича в 1987 году .

### 1990-е — н. в.

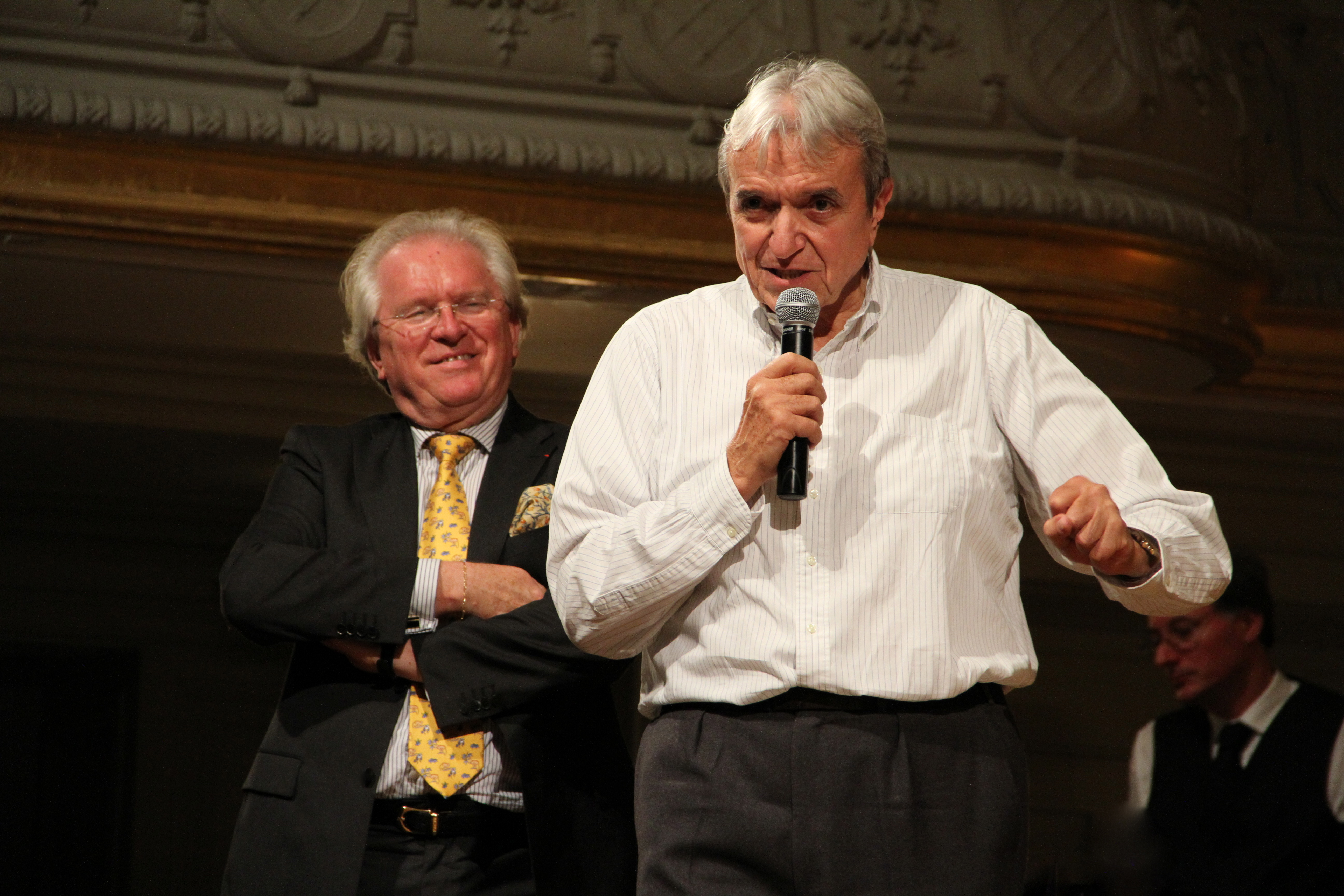
2012 год

Знаковым для Раймонди стало участие в проекте Андреа Андерманна «Тоска» 1992 года (актер исполнил роль барона Скарпиа). Режиссёр попытался создать «аутентичную» версию оперы Джакомо Пуччини, именно поэтому съёмки фильма проходили в Риме на реальных исторических объектах, что создавало дополнительные сложности для исполнителей. Проект получил 3 премии «Эмми», трансляцию записи увидели более чем в 107 странах мира около 1,5 миллиарда телезрителей.
В 1996 году Ален Жессюа утвердил актёра на роль Белиля в своём фильме «Цвета дьявола». В 2001 году Раймонди вновь появился в роли барона Скарпиа в фильме-опере французского режиссёра Бенуа Жако вместе с такими звёздами мировой оперной сцены, как Анджела Георгиу и Роберто Аланья.
К 2006 году относится и ещё одна уникальная работа певца — он сыграл архиепископа Томаса Бекета в фильме «Убийство в соборе» (на музыку композитора Ильдебрандо Пиццетти), съёмки велись в базилике Святого Николая в Бари.
В 2008 году актёр снялся в четырёхсерийном детективном французском сериале «Рыдание ангелов» в роли певца и мецената Карло ди Ванелли.
Одной из последних работ Раймонди на телевидении стало участие в ещё одном проекте Андерманна «Риголетто в Мантуе» (2010). Актёр сыграл наёмного убийцу Спарафучиле.

## Критика
В целом критики позитивно оценивают оперную деятельность Руджеро Раймонди, отмечая его вокальные достоинства (широкий диапазон и полетность голоса, красоту тембра, эмоциональность исполнения), идущие в тесной связке с артистическими (безграничной способностью к перевоплощению , изяществом и глубиной интерпретации,умением создавать убедительных, «живых» персонажей). Однако, в то же время, рецензенты отмечают, что голос Раймонди недостаточно мощный и резонансный для исполнения таких партий как Моисей  или Филипп II. Впрочем, сам певец отмечает, что у него скорее «низкий баритон» нежели «высокий бас». Также  последние годы в прессе довольно часто можно было встретить негативные рецензии, где Раймонди обвиняют в «изношенности», «неоднородности» голоса и уменьшении его объема, глухом звучании , что во многом связано с объективными причинами, такими как возраст исполнителя, продолжительность его певческой карьеры, напряженный график работы.

## Личная жизнь
Руджеро Раймонди был женат дважды. От первого брака у него трое сыновей (2 близнеца Риккарду и Раффаэлло и Кристиану), от второго — один (Родриго). Старшие сыновья посвятили себя предпринимательству, Родриго избрал актерскую профессию, как и его отец  .

## Благотворительная деятельность
Вместе со своей супругой Изабель Руджеро Раймонди помогает испанскому некоммерческому фонду «Prodis», который поддерживает детей с отклонениями в развитии.
Также довольно часто Руджеро Раймонди участвует в благотворительных акциях и концертах, деньги от которых идут на помощь детским домам и клиникам. 8 июня 2014 года вместе с такими звёздами мировой оперной сцены, как Хосе Каррерас, Чечилия Бартоли, Хуан Диего Флорес он принял выступил на концерте концерте «Гранд Россини Гала» в преддверии ежегодного Зальцбургского фестиваля, все деньги от концерта были направлены в фонд «Kinderseelenhilfe».

## Репертуар
| Композитор              | Опера                                 | Роль                                    |
| ----------------------- | ------------------------------------- | --------------------------------------- |
| Вольфганг Амадей Моцарт | «Дон Жуан»                            | Дон Жуан                                |
| Вольфганг Амадей Моцарт | «Так поступают все»                   | Дон Альфонсо                            |
| Вольфганг Амадей Моцарт | «Свадьба Фигаро»                      | Граф Альмавива                          |
| Вольфганг Амадей Моцарт | «Свадьба Фигаро»                      | Фигаро                                  |
| Луиджи Керубини         | «Медея»                               | Креонт                                  |
| Винченцо Беллини        | «Пуритане»                            | Джордж Уолтон                           |
| Винченцо Беллини        | «Норма»                               | Оровезо                                 |
| Винченцо Беллини        | «Пират»                               | Гоффредо                                |
| Джоаккино Россини       | «Севильский цирюльник»                | Дон Базилио                             |
| Джоаккино Россини       | «Итальянка в Алжире»                  | Мустафа                                 |
| Джоаккино Россини       | «Турок в Италии»                      | Селим                                   |
| Джоаккино Россини       | «Путешествие в Реймс»                 | Дон Профондо                            |
| Джоаккино Россини       | «Золушка»                             | Дон Маньифико                           |
| Джоаккино Россини       | «Моисей в Египте»                     | Моисей                                  |
| Гаэтано Доницетти       | «Фаворитка»                           | Бальтазар                               |
| Гаэтано Доницетти       | «Любовный напиток»                    | Доктор Дулькамара                       |
| Гаэтано Доницетти       | «Дон Паскуале»                        | Дон Паскуале                            |
| Гаэтано Доницетти       | «Лукреция Борджиа»                    | Дон Альфонсо                            |
| Гаэтано Доницетти       | «Лючия ди Ламмермур»                  | Раймондо                                |
| Джузеппе Верди          | «Иерусалим»                           | Руджеро (Роже)                          |
| Джузеппе Верди          | «Эрнани»                              | граф Сильва Руи Гомес                   |
| Джузеппе Верди          | «Ломбардцы в первом крестовом походе» | Пагано                                  |
| Джузеппе Верди          | «Макбет»                              | Банко                                   |
| Джузеппе Верди          | «Аттила»                              | Аттила                                  |
| Джузеппе Верди          | «Дон Карлос»                          | Филипп II                               |
| Джузеппе Верди          | «Дон Карлос»                          | Великий Инквизитор                      |
| Джузеппе Верди          | «Симон Бокканегра»                    | Якопо Фиеско                            |
| Джузеппе Верди          | «Сицилийская вечерня»                 | Прочида                                 |
| Джузеппе Верди          | «Бал-маскарад»                        | Самюэль                                 |
| Джузеппе Верди          | «Отелло»                              | Яго                                     |
| Джузеппе Верди          | «Набукко»                             | Захария                                 |
| Джузеппе Верди          | «Луиза Миллер»                        | граф Вальтер                            |
| Джузеппе Верди          | «Сила судьбы»                         | падре Гвардиано                         |
| Джузеппе Верди          | «Разбойники»                          | Масимилиано Моор                        |
| Джузеппе Верди          | «Трубадур»                            | Феррандо                                |
| Джузеппе Верди          | «Аида»                                | Рамфис                                  |
| Джузеппе Верди          | «Аида»                                | Фараон                                  |
| Джузеппе Верди          | «Риголетто»                           | Монтерон                                |
| Джузеппе Верди          | «Риголетто»                           | Спарафучиле                             |
| Джузеппе Верди          | «Фальстаф»                            | Фальстаф                                |
| Джузеппе Верди          | «Фальстаф»                            | Пистоль, слуга Фальстафа                |
| Амилькаре Понкьелли     | «Джоконда»                            | Герцог Альвизе Бадоэро                  |
| Джакомо Пуччини         | «Тоска»                               | Барон Скарпиа                           |
| Джакомо Пуччини         | «Богема»                              | Коллен                                  |
| Джакомо Пуччини         | «Турандот»                            | Тимур                                   |
| Джакомо Пуччини         | «Девушка с Запада»                    | шериф Рэнс                              |
| Ильдебрандо Пиццетти    | «Убийство в соборе»                   | Томас Бекет                             |
| Игорь Стравинский       | "Царь Эдип"                           | Тиресий                                 |
| Шарль Гуно              | «Фауст»                               | Мефистофель                             |
| Гектор Берлиоз          | «Осуждение Фауста»                    | Мефистофель                             |
| Жорж Бизе               | «Кармен»                              | Эскамильо                               |
| Клод Дебюсси            | «Пеллеас и Мелизанда»                 | Аркел                                   |
| Жак Оффенбах            | «Сказки Гофмана»                      | Линдорф, Коппелиус, Миракль, Дапертутто |
| Жюль Массне             | «Дон Кихот»                           | Дон Кихот                               |
| Модест Мусоргский       | «Борис Годунов»                       | Борис Годунов                           |
| Модест Мусоргский       | «Борис Годунов»                       | Варлаам                                 |

## Фильмография
| Год  | Фильм                                                    | Оригинальное название                  | Роль                                                            |
| ---- | -------------------------------------------------------- | -------------------------------------- | --------------------------------------------------------------- |
| 1972 | «Брат Солнце, сестра Луна», реж. Франко Дзеффирелли      | Fratello Sole Sorella Luna             | один из приближенных Папы, в титрах не указан                   |
| 1981 | «Шесть персонажей в исполнении певца», режиссёр М. Бежар | Six personnages en quête d’un chanteur | Дон Жуан, Яго, Дон Кихот, Борис Годунов, Эскамильо, Мефистофель |
| 1982 | «Форель», реж. Дж. Лоузи                                 | La Truite                              | гость на вечеринке                                              |
| 1983 | «Жизнь — это роман» , реж. А. Рене                       | La vie est un roman                    | граф Мишель Форбек                                              |
| 1997 | «Цвета дьявола»                                          | Les Couleurs du diable                 | Белиль                                                          |
| 2008 | «Рыдание ангелов», мини-сериал                           | Le sanglot des anges                   | Карло ди Ванелли                                                |

| Год  | Фильм-опера                             | Оригинальное название                            | Роль          |
| ---- | --------------------------------------- | ------------------------------------------------ | ------------- |
| 1979 | «Дон Жуан» , реж. Дж. Лоузи             | Don Giovanni                                     | Дон Жуан      |
| 1984 | «Кармен», реж. Ф. Рози                  | Carmen                                           | Эскамильо     |
| 1989 | «Борис Годунов», реж. А. Жулавски       | Boris Godunov                                    | Борис Годунов |
| 1992 | «Тоска»                                 | Tosca: In the Settings and at the Times of Tosca | Скарпиа       |
| 2001 | «Тоска», реж. Б. Жако                   | Tosca                                            | Скарпиа       |
| 2006 | «Убийство в соборе»                     | Assassinio nella cattedrale                      | Томас Бекет   |
| 2010 | «Риголетто в Мантуе», реж. М. Беллоккьо | Rigoletto a Mantova                              | Спарафучиле   |

| Год  | Документальный фильм                             | Оригинальное название                              | Роль                                     |
| ---- | ------------------------------------------------ | -------------------------------------------------- | ---------------------------------------- |
| 1992 | «Моя любимая опера — Руджеро Раймонди: Дон Жуан» | My favorite opera — Ruggero Raimondi: Don Giovanni | играет самого себя; Дон Жуан             |
| 2013 | «Страсть Верди»                                  | Passion Verdi                                      | играет самого себя, рассказчик; Фальстаф |

## Избранная видеография
| Год  | Опера                                                        | Оригинальное название                    | Роль                                           | Дирижёр               | Лейбл                |
| ---- | ------------------------------------------------------------ | ---------------------------------------- | ---------------------------------------------- | --------------------- | -------------------- |
| 1971 | «Фаворитка»                                                  | La favorita                              | Бальтазар                                      |                       |                      |
| 1979 | «Набукко»                                                    | Nabucco                                  | Закария                                        |                       |                      |
| 1983 | «Эрнани»                                                     | Ernani                                   | Руи Гомес де Сильва                            | Джеймс Ливайн         | Deutsche Grammophone |
| 1984 | «Путешествие в Реймс», постановщик Л.Ронкони                 | Il viaggio a Reims                       | Дон Профондо                                   |                       |                      |
| 1985 | «Фауст»                                                      | Faust                                    | Мефистофель                                    | Эрих Виндер           | Decca                |
| 1985 | «Свадьба Фигаро»                                             | Le nozze di Figaro                       | Фигаро                                         |                       |                      |
| 1986 | «Турок в Италии», постановщик Р. Сакани                      | Il turco in Italia                       | Селим                                          |                       |                      |
| 1988 | «Путешествие в Реймс», реж. Л. Ронкони                       | Il viaggio a Reims                       | Дон Профондо                                   |                       |                      |
| 1990 | «Дон Жуан», постановщик Л. Бонди                             | Don Giovanni                             | Дон Жуан                                       |                       |                      |
| 1991 | «Свадьба Фигаро»                                             | Le nozze di Figaro                       | граф Альмавива                                 |                       |                      |
| 1992 | «Дон Жуан или Наказанный развратник», постановщик Л. Ронкони | Don Giovanni oder Der bestrafte Wüstling | Дон Жуан                                       |                       |                      |
| 1992 | «Путешествие в Реймс»                                        | Il viaggio a Reims                       | Дон Профондо                                   |                       |                      |
| 1997 | «Тоска»                                                      | Tosca                                    | Скарпиа                                        |                       |                      |
| 1997 | «Отелло»                                                     | Otello                                   | Яго                                            |                       |                      |
| 2001 | «Турок в Италии»                                             | Il turco in Italia                       | Селим                                          |                       |                      |
| 2002 | «Тоска» (Токио)                                              | Tosca                                    | Скарпиа                                        |                       |                      |
| 2003 | «Сказки Гофмана» (Зальцбург)                                 | Les contes d’Hoffmann                    | Линдорф, Коппелиус, Дапертутто, доктор Миракль |                       |                      |
| 2004 | «Тоска» (Мадрид)                                             | Tosca                                    | Скарпиа                                        |                       |                      |
| 2004 | «Сказки Гофмана»                                             | Les contes d’Hoffmann                    | Линдорф, Коппелиус, Дапертутто, доктор Миракль |                       |                      |
| 2005 | «Севильский цирюльник»                                       | Il barbiere di Seviglia                  | Дон Базилио                                    | Джанлуиджи Джельметти | Decca                |
| 2005 | «Так поступают все»                                          | Don Alfonso                              | Дон Альфонсо                                   | Даниэль Хардинг       | Virgin classics      |
| 2006 | «Фальстаф»                                                   | Falstaff                                 | Фальстаф                                       |                       |                      |
| 2006 | «Дон Паскуале»                                               | Don Pasquale                             | Дон Паскуале                                   | Нелло Санти           | Decca                |
| 2006 | «Любовный напиток»                                           | L’elisir d’amore                         | Дулькамара                                     |                       |                      |
| 2006 | «Тоска» (Арена ди Верона)                                    | Tosca                                    | Скарпиа                                        | Даниэль Орен          | ArtHaus Musik        |
| 2015 | «Моисей»                                                     | Mosè                                     | Моисей                                         | Франческо Куатрокки   | C major              |

## Избранная дискография
| Год  | Название, роль                                | Другие исполнители                                              | Дирижёр                     | Лейбл               |
| ---- | --------------------------------------------- | --------------------------------------------------------------- | --------------------------- | ------------------- |
| 1967 | «Риголетто»: Монтерон                         | Корнелл Макнил, Николай Гедда, Рэри Грист                       | Франческо Молинари-Праделли | EMI                 |
| 1969 | «Сила Судьбы»: Отец Гвардиано                 | Мартина Арройо, Карло Бергонци, Пьеро Каппучилли                | Ламберто Гарделли           | EMI                 |
| 1970 | «Аида»: Рамфис                                | Леонтина Прайс, Пласидо Доминго, Грейс Бамбри                   | Эрих Лайнсдорф              | RCA                 |
| 1970 | «Дон Карлос»: Филипп II                       | Пласидо Доминго, Монсеррат Кабалье, Шерил Милнз                 | Карло Мария Джулини         | EMI                 |
| 1970 | «Пират»: Гоффредо                             | Монсеррат Кабалье, Бернабе Марти, Пьеро Каппучилли              | Джанандреа Гаваццени        | EMI                 |
| 1972 | «Ломбардцы в первом крестовом походе»: Пагано | Кристина Дойтеком, Пласидо Доминго                              | Ламберто Гарделли           | Philips             |
| 1972 | «Аттила»: Аттила                              | Кристина Дойтеком, Пласидо Доминго, Шерил Милнз                 | Ламберто Гарделли           | Philips             |
| 1972 | «Норма»: Оровезо                              | Монсеррат Кабалье, Пласидо Доминго, Фьоренца Коссотто           | Карло Феличе Чилларио       | RCA                 |
| 1973 | «Богема»: Коллен                              | Пласидо Доминго, Монсеррат Кабалье, Шерил Милнз                 | Георг Шолти                 | RCA                 |
| 1973 | «Симон Бокканегра»: Якопо Фиеско              | Пьеро Каппуччилли, Катя Риччарелли, Пласидо Доминго             | Джанандреа Гаваццени        | RCA                 |
| 1973 | «Сицилийская вечерня»: Джованни Прочида       | Мартина Арройо, Пласидо Доминго, Шерил Милнз                    | Джеймс Ливайн               | RCA                 |
| 1974 | «Севильский цирюльник»: Дон Базилио           | Шерил Милнз, Беверли Силлс, Николай Гедда                       | Джеймс Ливайн               | EMI                 |
| 1974 | «Разбойники»: Максимилиан фон Моор            | Карло Бергонци, Монсеррат Кабалье, Пьеро Каппучилли             | Ламберто Гарделли           | Philips             |
| 1976 | «Макбет»: Банко                               | Шерил Милнз, Фьоренца Коссотто, Хосе Каррерас                   | Риккардо Мути               | EMI                 |
| 1977 | «Трубадур»: Феррандо                          | Франко Бонизолли, Леонтин Прайс, Пьеро Каппучилли               | Герберт фон Караян          | EMI                 |
| 1978 | «Дон Жуан»: Дон Жуан                          | Эдда Мозер, Кири Те Канава, Тереза Берганса                     | Лорин Маазель               | Sony                |
| 1978 | «Пеллеас и Мелизанда»: Аркел                  | Фредерика фон Штаде, Жозе ван Дам                               | Герберт фон Караян          | EMI                 |
| 1979 | «Аида»: Рамфис                                | Мирелла Френи, Хосе Каррерас, Агнес Бальтса                     | Герберт фон Караян          | EMI                 |
| 1979 | «Тоска»: Барон Скарпиа                        | Катя Ричарелли, Хосе Каррерас                                   | Герберт фон Караян          | Deutsche Grammophon |
| 1980 | «Бал-маскарад»: Самуэль                       | Пласидо Доминго, Катя Ричарелли, Эдита Груберова, Ренато Брузон | Клаудио Аббадо              | Deutsche Grammophon |
| 1981 | «Аида»: Царь Египта                           | Катя Ричарелли, Пласидо Доминго, Елена Образцова, Лео Нуччи     | Клаудио Аббадо              | EMI                 |
| 1981 | «Моисей в Египте»: Моисей                     | Эрнесто Паласио, Джун Андерсон                                  | Клаудио Шимоне              | Philips             |
| 1981 | «Турандот»: Тимур                             | Катя Ричарелли, Пласидо Доминго, Барбара Хендрикс               | Герберт фон Караян          | Deutsche Grammophon |
| 1986 | «Свадьба Фигаро»: граф Альмавива              | Жозе Ван Дам, Барабара Хендрикс, Луция Попп                     | Невилл Марринер             | Decca               |
| 1987 | «Золушка»: Дон Маньифико                      | Агнес Бальтса, Франсиско Арайса, Симон Алаимо                   | Невилл Марринер             | Decca               |
| 1987 | «Итальянка в Алжире»: Мустафа                 | Агнес Бальтса, Фрэнк Лопардо, Энцо Дара                         | Клаудио Аббадо              | Deutsche Grammophon |
| 1987 | «Борис Годунов»: Борис Годунов                | Галина Вишневская, Вячеслав Полозов                             | Мстислав Ростропович        | Erato               |
| 1992 | «Севильский цирюльник»: Дон Базилио           | Пласидо Доминго, Кэтлин Бэттл, Фрэнк Лопардо                    | Клаудио Аббадо              | Deutsche Grammophon |
| 2000 | «Тоска»: Скарпиа                              | Анджела Георгиу, Роберто Аланья                                 | Антонио Паппано             | EMI                 |

## Награды
1. Командор ордена «За заслуги перед Итальянской Республикой» (1986)[3]
2. Великий офицер ордена «За заслуги перед Итальянской Республикой» (1996)[73]
3. Командор ордена культурных заслуг (Монако) (1999)[74]
4. Специальная премия Театра Кампоамор (г. Овьедо)(2011)[33][75]
5. Грэмми в категории «Лучшая оперная запись» («Кармен», дир. Лорин Маазель, 1984 г.)[76]
6. Премия Челетти (2016)[77]

## Номинации
- Премия Давид ди Донателло в категории «Лучший актёр второго плана» за роль Эскамильо («Кармен», реж. Ф. Рози, 1984)[50]